# 刘逵 (西晋)
刘逵（?—301年？），字淵林，济南郡人，中国西晋官员。晋惠帝时侍中。

## 生平
生卒年不詳。刘逵初任中书郎、黄门侍郎。赵王司马伦专权，有人对侍中、辅国将军、相国司马孙秀说：“散骑常侍杨准、黄门侍郎刘逵想要尊奉梁王司马肜来讨伐司马伦。”当时有星变，于是转任司马肜为丞相，居住在司徒府，转任杨准、刘逵为外官。
司马伦篡位，孙秀与义阳王司马威等十余人预先撰写了禅让的仪式禅文。永寧元年（301年）司马伦失败后，齐王司马冏抓捕了侍中刘逵、常侍鄒捷、杜育、黄门郎陆機、右丞周導、王尊等人交付廷尉。